# جزیره اکارما
جزیره اکارما (انگلیسی: Ekarma) یک جزیره آتشفشانی در جزایر کوریل کشور روسیه است.